# Paderno Dugnano
Paderno Dugnano (Paderna Dugnan in dialetto milanese, AFI: [paˈdɛrna dyˈɲãː], e semplicemente Paderno fino al 1862) è un comune italiano di 47 635 abitanti della città metropolitana di Milano in Lombardia. Il comune fa parte del territorio del Nord Milano.

## Geografia fisica

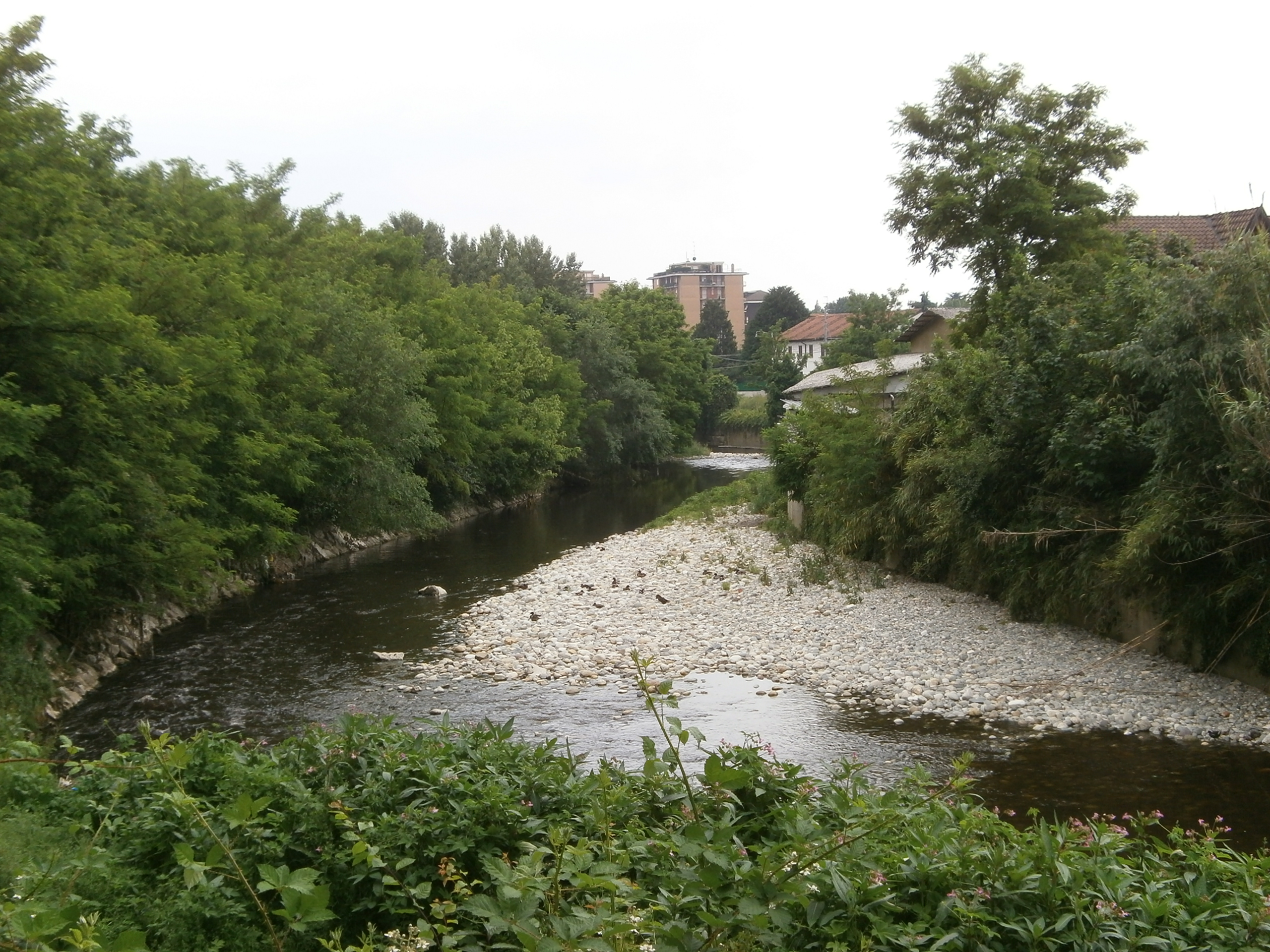
Il fiume Seveso a Palazzolo Milanese

### Territorio
Il comune sorge nell'alta pianura lombarda, a 163 m s.l.m., nel margine meridionale della Brianza. Il territorio comunale è per la quasi totalità urbanizzato, con l'eccezione della zona agricola orientale e settentrionale compresa nel Parco GruBrìa e di alcune aree a ridosso del fiume Seveso, il corso d'acqua che attraversa la città da nord a sud. Un ulteriore corso d'acqua che attraversa Paderno Dugnano è il canale Villoresi, non lontano dal quale corre il confine che divide Paderno Dugnano dal comune di Varedo.
Facente parte dell'area urbana della Grande Milano, e confinante con i comuni di Bollate, Cinisello Balsamo, Cormano, Cusano Milanino, Limbiate, Nova Milanese, Senago e Varedo, Paderno Dugnano è un comune della prima cintura urbana di Milano ed è situato a circa 12 km, in linea d'aria, a nord da Piazza del Duomo di Milano.

### Clima
Secondo la classificazione climatica il comune è situato in "zona E", 2404 GR/G e dunque il limite massimo consentito per l'accensione dei riscaldamenti è di 14 ore giornaliere dal 15 ottobre al 15 aprile.
Situata nell'alta Pianura Padana, Paderno Dugnano ha un clima di tipo continentale con inverni freddi e con molte giornate di gelo ed estati calde, umide e moderatamente piovose; in quest'ultimo periodo, in particolare, le temperature, possono superare i 30 °C e l'umidità che può raggiungere l'80%, causando il fenomeno dell'"afa". Come nel resto della Grande Milano, al contrario, il fenomeno della nebbia, una volta tipico del periodo autunnale e invernale, sta diventando via via sempre meno frequente.

## Storia

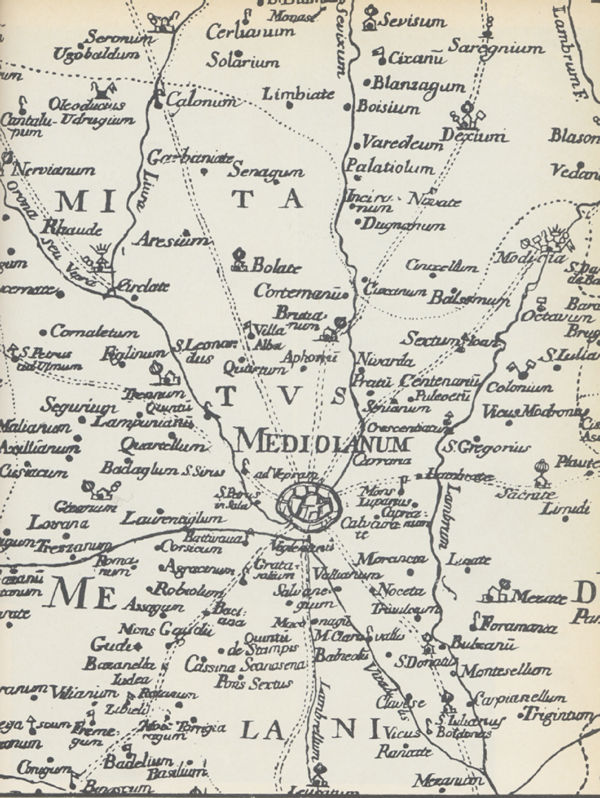
Dettaglio di una mappa del 1790 circa, dove sono indicate Palatiolum, Inciranum e Dugnanum

Da Paderno, in epoca romana, passava la via Mediolanum-Bellasium, strada romana che metteva in comunicazione Mediolanum (Milano) con Bellasium (Bellagio). Il borgo di Paderno confinava a sud con Cusano e a nord con Dugnano. Una prima esperienza d'unione con la località settentrionale risale all'età napoleonica nel 1810, ma fu interrotta con la proclamazione del Regno Lombardo-Veneto. Nel 1862 assunse il nome ufficiale di Paderno Milanese per distinguersi da altre località omonime.
In seguito all'unità d'Italia si cominciò a pensare alla riorganizzazione interna del paese, così con il regio decreto del 17 marzo 1869 a Paderno Milanese vennero annesse Dugnano, Incirano, Cassina Amata e Palazzolo Milanese. La scelta definitiva del nome da attribuire al nuovo comune unificato fu particolarmente difficoltosa. Un suggerimento arrivò persino da Alessandro Manzoni il quale propose la denominazione di Padergnano che tuttavia fu poco apprezzata.
Nel 1880 il consiglio comunale deliberò il nome di Borgosole, che però risultò poco accetto e venne abolito tramite una petizione firmata dalla maggioranza dei cittadini. Soltanto il 1º febbraio del 1886, in seguito a un regio decreto, venne sancita l'attuale denominazione di Paderno Dugnano.

### Simboli
Lo stemma comunale è stato concesso con regio decreto del 24 febbraio 1938.
L'origine di questo stemma risulta essere molto articolata, ma caratterizzata da una ben precisa motivazione di contenuto storico. La figura del castello fa riferimento a un'antica fortificazione, i cui resti sono stati rintracciati sul territorio della frazione di Palazzolo. La figura del caldaio, ovvero della caldaia che sovrasta il castello, deriva dallo stemma della famiglia lombarda dei Calderari, che dal 1683 era stata investita del feudo di Paderno; il bandato d'argento e di verde di sei pezzi deriva dallo stemma della famiglia milanese dei Dugnani, che dal 1683 risulta siano stati i feudatari della terra di Dugnano; infine le due fasce di rosso in campo d'argento, derivano dallo stemma della famiglia lombarda degli Imbonati, che a partire dal 1697 erano stati i feudatari della terra di Cassina Amata, oggi frazione di Paderno Dugnano.
Il gonfalone è un drappo di azzurro.

### Onorificenze
Con D.P.R. del 25 settembre 1989, al Comune di Paderno Dugnano è stato concesso il titolo di città.

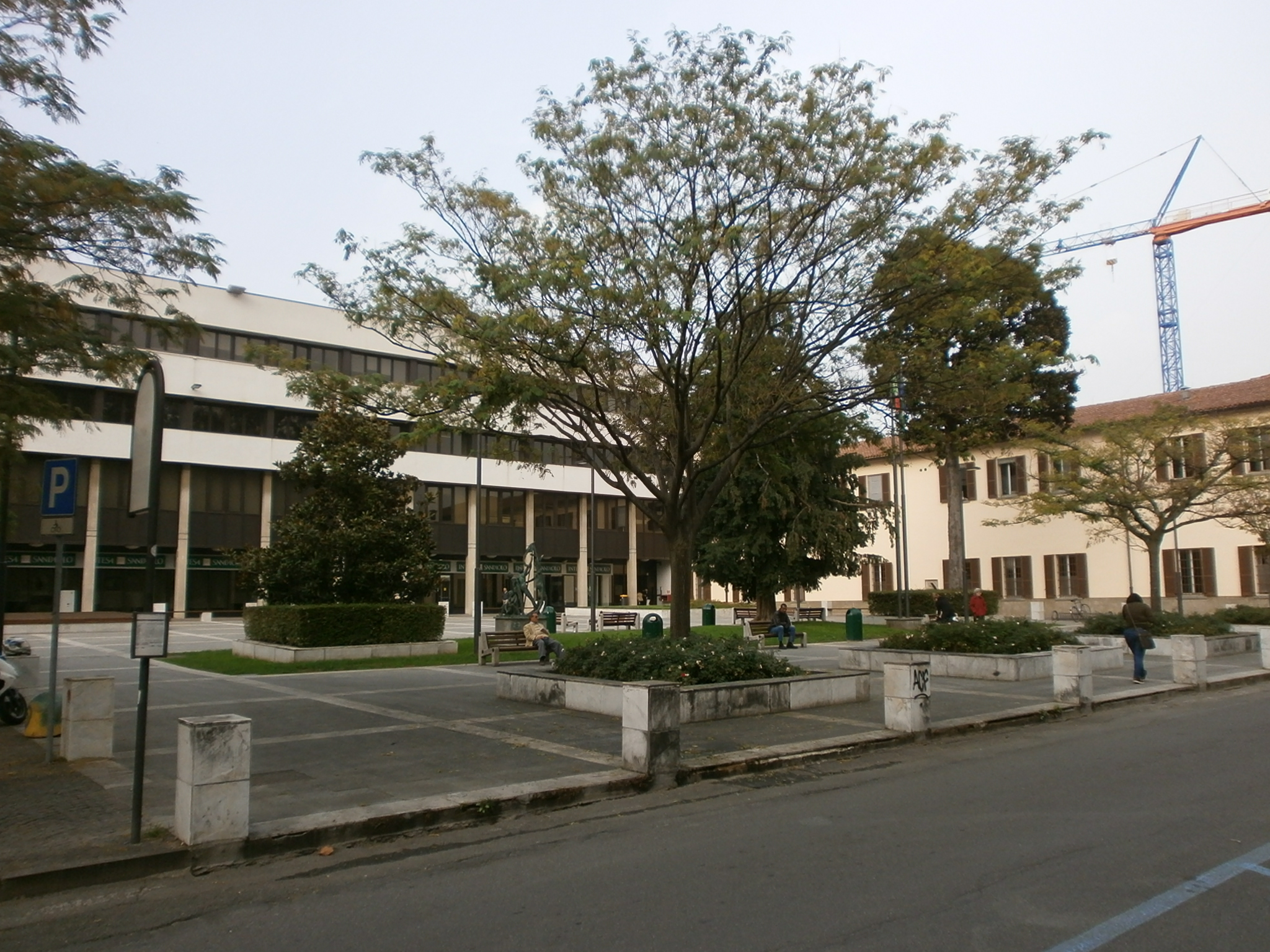
Piazza della Resistenza, sede del Municipio di Paderno Dugnano

## Monumenti e luoghi d'interesse

### Architetture religiose
Chiesa di Santa Maria Nascente
Parrocchiale di Paderno Milanese, venne ricostruita a partire dal 1929 su disegno di Alfonso Orombelli e consacrata nel 1934 dall'arcivescovo Ildefonso Schuster.
Oratorio della Beata Vergine del Pilastrello
Posto al settimo miglio della strada Comasina, l'Oratorio della Madonna del Pilastrello ha un'origine incerta. Già citato nel XIII secolo, l'edificazione di questo oratorio è, molto probabilmente, legata alla strada d'epoca romana lungo la quale sorge ed è proprio la denominazione di "Pilastrello" che potrebbe indicare, appunto, la relazione di quest'oratorio con il cippo miliare che ivi si trovava. Durante il corso degli anni, l'oratorio ha subìto vari lavori, durante uno dei quali venne rovinato il "pilastrello" e l'antico affresco che lo decorava. Inoltre, a causa della poca manutenzione, durante il XX secolo, le condizioni dell'Oratorio del Pilastrello rimasero pessime tanto che, nel 1981, date le pessime condizioni dell'edificio, l'antico Crocefisso del Pilastrello, lì collocato nel 1836 e vittima nel 1897 di un grave sfregio, venne trasferito nella chiesa di Santa Maria Nascente a Paderno, dove è tuttora conservato. L'Oratorio, nonostante fosse curato dalla Parrocchia di Paderno era, fino al 1982, proprietà privata dei nobili De Capitani D'Arzago, prima di diventare di proprietà comunale. Nel 1987, si decide il recupero dell'edificio sottoponendolo a un restauro conservativo realizzando anche un parchetto che seppur soffocato dalla tranvia, dalle strade, da un canale di irrigazione e dalla vicinissima Rho-Monza, voleva essere un richiamo all'antico paesaggio agricolo.

### Architetture civili
Villa Calderara, Origoni, De Capitani D'Arzago
La villa viene costruita dalla famiglia Calderara nella prima metà del Settecento: questa datazione si può evincere da aspetti stilistici particolari come i balconcini in ferro battuto sagomati all'andalusa. L'edificio è stato eretto su precedente edificio medievale e presenta una forma barocchetta, risultato di successive aggiunte e modifiche che hanno complessificato l'originale pianta a "U", composta dal corpo principale (quello che si affaccia lungo l'antica Comasinella, l'attuale via Gramsci) e da due brevi ali minori. Nel 1936, l'ala meridionale del nucleo principale subisce due modifiche in quanto viene alterato l'edificio che prolunga tale ala all'interno del giardino, venendo adibito a scuderie e fienili, e viene alterato il corpo che si addossa al lato meridionale dell'ala sud e costituisce l'attuale ingresso dell'edificio.
Un secolo dopo la costruzione della villa Calderara, la proprietà passa alla famiglia Origoni (o Arrigoni) e successivamente due sorelle di questa famiglia si spartiranno l'eredità familiare: la maggiore, sposata De Capitani, acquisì questa villa, all'altra spettò, invece, la villa Maga, essendo lei divenuta Maga per matrimonio.
Villa Maga, Asinari di Bernezzo, Calderara
Costruita tra la fine del XVII secolo e l'inizio del XVIII, la Villa Maga è un edificio del centro storico di Paderno appartenuto, inizialmente alla famiglia dei Calderari e successivamente ai Maga. L'edificio presenta una pianta a corte con un'ala prominente verso nord; tale ala è raggiungibile tramite un viale alberato privato, visibile dall'antica strada Comasinella. L'ala orientale della villa è sovrastata da una torretta belvedere che permette di affacciarsi sul parco della villa. La torretta è dotata di sei bifore, due per lato sulla facciata meridionale e su quella settentrionale, una per lato sulla facciata occidentale e su quella orientale.

### Aree naturali
Le campagne del comune fanno parte del parco locale di interesse sovracomunale Grugnotorto Villoresi, e del più piccolo Parco Lago Nord, contenuto al suo interno. Nella frazione di Palazzolo si snoda, all'interno del parco del Grugnotorto, un tratto del canale Villoresi con la relativa pista ciclabile che collega Ticino e Adda.

## Società

### Evoluzione demografica
Comune di Paderno
- 718 nel 1751
- 857 nel 1771
- 851 nel 1805
- 1 485 nel 1853
- 1 669 nel 1861

Abitanti censiti

### Etnie e minoranze straniere
Al 31 dicembre 2023 la popolazione straniera era di 4 849 persone, pari al 10,12% dei residenti. Le nazionalità maggiormente rappresentate in base alla loro percentuale sul totale della popolazione residente erano:
- Egitto 925
- Romania 806
- Albania 450
- Perù 359
- Ucraina 332
- Ecuador 260
- Marocco 210
- Repubblica Popolare Cinese 188
- Bangladesh 134
- Filippine 117

Nella città si sta affacciando il fenomeno di quartieri ad alto indice straniero, in particolare nel caso del Villaggio Ambrosiano, dove, al 31 dicembre 2014, su 4 181 abitanti, si contavano 1 076 stranieri, ovvero quasi il 26% della popolazione.

## Cultura

### Istruzione

#### Biblioteche
Dal 2009, la biblioteca comunale ha sede presso l'ex area della Tilane, a Dugnano. Costruita su progetto dell'architetto Gae Aulenti, la biblioteca dispone di 45 000 volumi, materiali multimediali, riviste e quotidiani. Fa parte del Culture Socialità Biblioteche Network Operativo (CSBNO).
Villa Gargantini, a Incirano, è stata la sede della biblioteca comunale, prima della costruzione della nuova sede. A seguito del trasferimento, all'interno della villa ha trovato spazio la sede centrale del Consorzio Sistema Bibliotecario Nord-Ovest.

#### Scuole
Il sistema scolastico del comune metropolitano si divide in quattro comprensori che raggruppano e amministrano sette scuole dell'infanzia, sei scuole primarie e quattro scuole secondarie di primo grado statali. A queste si aggiunge una scuola secondaria di secondo grado e diverse scuole paritarie di tutti i gradi.

### Eventi

#### La Fiera di Primavera
La Fiera di Primavera si svolge ogni anno in occasione della quinta domenica di Quaresima e dura generalmente tre giorni. La manifestazione è composta da vari appuntamenti nel cuore della città: la tradizionale sagra delle bancarelle, gli spettacoli, le mostre e tante altre proposte attirano ogni anno a Paderno Dugnano diverse migliaia di persone nella sola giornata di domenica.
La Fiera di Primavera ha origini antiche nel tempo e si radica nella tradizionale civiltà contadina di Paderno Dugnano. La sua costituzione risale precisamente al 15 gennaio 1888, si svolgeva il quinto lunedì di Quaresima e le sue attività sono proseguite sino al 1957. Nel 1981 Nino Matera, memore dei ricordi giovanili, la ripropose e l'antica fiera riprese a vivere. Con il passare degli anni e con l'ingrandirsi della manifestazione, si è provveduto a dare un primo inquadramento giuridico e con atto notarile datato 19 febbraio 1987 si è costituito il Comitato Promotore "Fiera di Primavera di Paderno Milanese", passo successivo è stata l'apertura di una posizione fiscale. Oggi il Comitato Promotore è riconosciuto dalla Camera di Commercio di Milano. La manifestazione è patrocinata dal Comune di Paderno Dugnano.

## Geografia antropica

### Urbanistica
Essendo nato dalla fusione di cinque differenti comuni, il comune metropolitano di Paderno Dugnano ha la caratteristica di essere una città policentrica: dei vari comuni successivamente aggregati in Paderno Dugnano uno sorgeva lungo la strada Comasina (Cassina Amata) e quattro lungo il fiume Seveso e la strada Comasinella (Paderno Milanese, Dugnano, Incirano e Palazzolo Milanese).
Il quartiere della Calderara, che prima dell'Ottocento era diviso tra i comuni di Paderno Milanese e Dugnano, si è sviluppato, invece, lungo la vecchia strada Valassina, attorno alla cascina omonima, mentre il quartiere del Villaggio Ambrosiano è un quartiere di recente urbanizzazione, sorto nei pressi della fabbrica Tonolli, lungo la Comasina.
Nonostante la forte urbanizzazione all'interno dei confini comunali, nei centri storici dei vari quartieri esistono ancora i grandi parchi storici delle varie ville signorili di Paderno Dugnano. Degno di nota il parco della Villa Calderara, Origoni, De Capitani D'Arzago di Paderno, uno dei giardini più recenti delle ville padernesi (non compare infatti nella cartografia del Brenna del 1836) ma anche il più esteso: questo giardino dalla villa, che si trova lungo la strada Comasinella (l'attuale via Gramsci) giunge sino alle rive del fiume Seveso.

### Suddivisioni storiche
La città è suddivisa in sette quartieri, cinque dei quali erano antichi municipi separati:
- Calderara, a est sud-est
- Cassina Amata, a ovest
- Dugnano, al centro
- Incirano, tra Dugnano e Palazzolo Milanese
- Paderno, a sud
- Palazzolo Milanese, a nord
- Villaggio Ambrosiano, a sud-ovest

### Altre località
All'interno dei sette quartieri padernesi, vi sono a loro volta alcune località come: Zobbie (a Paderno, confine con Cusano Milanino); Baraggiole, Serviane, Cascina Uccello, Cascina Uboldi e Fattoria Milanino (a Calderara); Battiloca (a Paderno, confine con Cassina Nuova di Bollate e Villaggio Ambrosiano); Cascina Sant'Angelo e Cascina Messa (a Palazzolo).

## Economia

### Industria
Nel comune si trova la sede operativa della GDE Bertoni, azienda produttrice di trofei, targhe e medaglie, con sede legale a Milano, che nel 1971 vinse il concorso internazionale per la creazione della nuova Coppa del Mondo di calcio che sarebbe andata a sostituire la Coppa Rimet, assegnata al Brasile nel 1970.

## Infrastrutture e trasporti

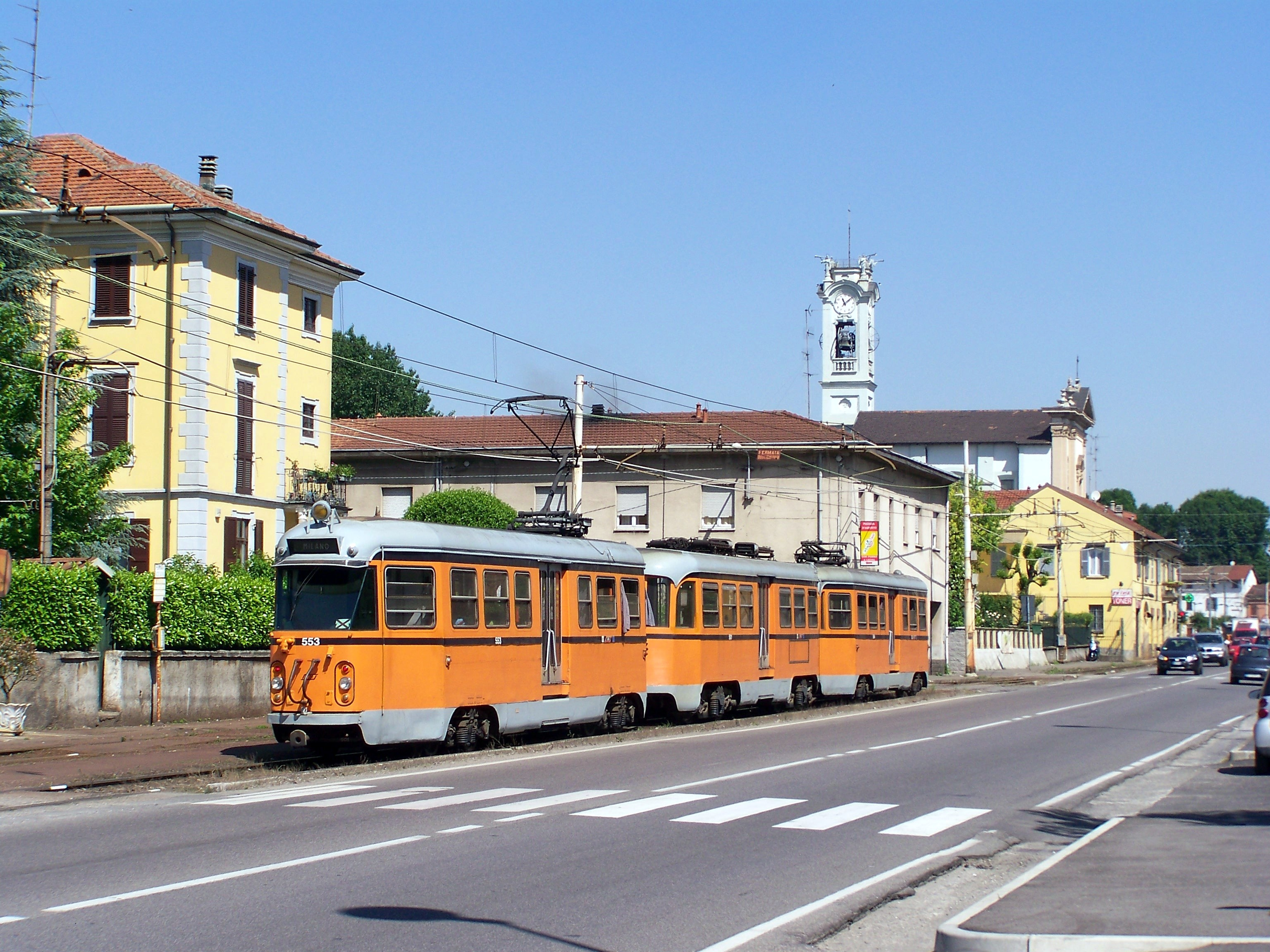
Il tram Milano-Limbiate a Cassina Amata

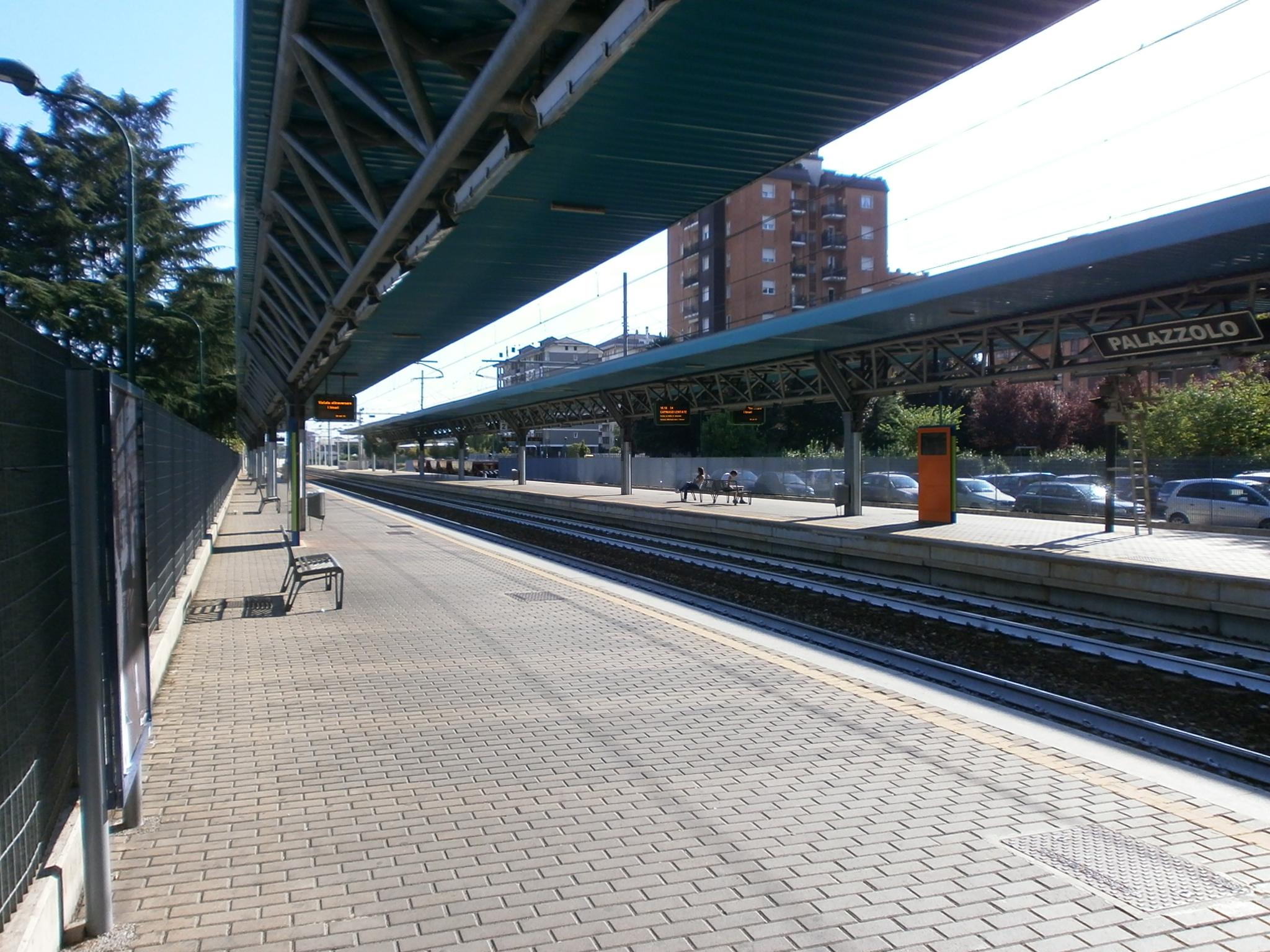
La stazione delle Ferrovie Nord Milano di Palazzolo Milanese

### Strade
Il Comune di Paderno Dugnano è attraversato da:
Direzione Nord-Sud
- Strada Provinciale 44 Milano-Meda con la presenza di tre svincoli (svincolo n. 4 Paderno Dugnano centro, n. 5 Incirano e n. 6 Palazzolo Milanese);
- Strada Provinciale 9 Vecchia Valassina (nel quartiere della Calderara) che unisce Milano-Niguarda con Giussano;
- Strada Statale 35 Comasina (nei quartieri di Villaggio Ambrosiano, Cassina Amata e Palazzolo Milanese) che unisce Milano-Piazzale Maciachini con Como.

Direzione Est-Ovest
- Strada Provinciale 46 Rho-Monza con la presenza di due svincoli (Paderno Dugnano-SP ex SS 35 e Paderno Dugnano-Villaggio Ambrosiano);
- Tangenziale Nord di Milano con lo svincolo Paderno Dugnano-SP 9 Vecchia Valassina.

### Ferrovie e tranvie
Paderno Dugnano è attraversata dalla ferrovia Milano-Asso e servita da due stazioni sul suo territorio, la stazione di Paderno Dugnano (sita in via IV Novembre) e la stazione di Palazzolo Milanese (sita in via Coti Zelati), entrambe servite dalle linee S2 e S4 del servizio ferroviario suburbano di Milano, svolte da Trenord nell'ambito del contratto di servizio stipulato con la Regione Lombardia.
Nell'aprile 2023 sono stati avviati i lavori di costruzione della tranvia Milano-Seregno, che prevede complessivamente quattro fermate nel territorio comunale di Paderno Dugnano.
La tranvia Milano-Limbiate collegava Paderno Dugnano (frazioni di Cassina Amata e Villaggio Ambrosiano) con Milano. Lungo la Vecchia Valassina transitava inoltre la tranvia Milano-Desio, che dal 2011 è stata sostituita da una linea gestita da ATM che copre la stessa tratta.

### Mobilità urbana
Il Comune è dotato di una rete urbana di autobus gestita dall'azienda Autoguidovie in associazione con Airpullman.
I collegamenti tra la località e i vari centri della provincia invece, sono gestiti sempre da Airpullman e da Brianza Trasporti con due linee.

## Amministrazione

### Amministrazioni comunali dal 1946
| Periodo        | Periodo          | Primo cittadino     | Partito                     | Carica                                  | Note                                                                                            |
| -------------- | ---------------- | ------------------- | --------------------------- | --------------------------------------- | ----------------------------------------------------------------------------------------------- |
| 1946           | 1951             | Angelo Tagliabue    | Socialcomunisti             | Sindaco                                 |                                                                                                 |
| 1951           | 1956             | Carlo Santambrogio  | DC-US                       | Sindaco                                 |                                                                                                 |
| 1956           | 1960             | Carlo Santambrogio  | DC-PSDI                     | Sindaco                                 |                                                                                                 |
| 1960           | 1964             | Umberto Risso       | PSI-PCI                     | Sindaco                                 |                                                                                                 |
| 1964           | 1970             | Giuseppe Scurati    | DC-PSI-PSDI                 | Sindaco                                 |                                                                                                 |
| 1970           | 26 novembre 1970 | Antonio Asti        | DC                          | Sindaco                                 |                                                                                                 |
| 8 gennaio 1971 | 14 maggio 1971   | Antonio Asti        | DC-PRI-PSU                  | Sindaco                                 |                                                                                                 |
| 1971           | 1973             | Ambrogio Varisco    | DC-PSI-PRI                  | Sindaco                                 |                                                                                                 |
| 1973           | 1975             | Ambrogio Varisco    | DC-PSI-PSDI                 | Sindaco                                 |                                                                                                 |
| 1975           | 1980             | Stefano Strada      | PCI-PSI-PRI-PSDI            | Sindaco                                 |                                                                                                 |
| 1980           | 1985             | Stefano Strada      | PCI-PSI                     | Sindaco                                 |                                                                                                 |
| 1985           | 1990             | Gianfranco Mastella | PSI-PCI-PRI-PSDI            | Sindaco                                 |                                                                                                 |
| 1990           | 1993             | Gianfranco Mastella | PSI-DC-PRI-PSDI-Lista Verde | Sindaco                                 |                                                                                                 |
| 1993           | 1995             | Rosaria Angioletti  | PSI-DC-PRI-PSDI             | Sindaco                                 |                                                                                                 |
| 1995           | 2004             | Ezio Primo Casati   | centrosinistra              | Sindaco                                 |                                                                                                 |
| 2004           | 2009             | Gianfranco Massetti | centrosinistra              | Sindaco                                 |                                                                                                 |
| 2009           | maggio 2018      | Marco Alparone      | centrodestra                | Sindaco                                 | Inizio secondo mandato: giugno 2014 Decaduto a seguito della sua nomina a Consigliere regionale |
| maggio 2018    | giugno 2019      | Gianluca Bogani     | centrodestra                | Vicesindaco facente funzioni di Sindaco |                                                                                                 |
| giugno 2019    | giugno 2024      | Ezio Primo Casati   | centrosinistra              | Sindaco                                 |                                                                                                 |
| giugno 2024    | in carica        | Anna Varisco        | centrosinistra              | Sindaco                                 |                                                                                                 |